# AO Agia Napa
Athlitikos Omilos Ayia Napa ist ein zyprischer Fußballverein aus Agia Napa im Osten der Insel.

## Geschichte
AO Agia Napa entstand im Juli 1990 aus dem Zusammenschluss von APE Agia Napa und ENAN Agia Napa, die im unterklassigen Bereich spielten, aber jeweils bereits am zyprischen Landespokal teilgenommen hatten. Die Klubs waren Meister und Vizemeister der Fourth Division geworden, der neu entstandene Klub übernahm den Startplatz in der Third Division.
Nach mehreren Plätzen im mittleren Tabellenbereich stieg AO Agia Napa im Sommer 1995 als Tabellenzweiter hinter Ethnikos Latsion erstmals in die zweitklassige Second Division auf, beendete die folgende Spielzeit aber nach nur einem Saisonsieg hinter Ethnikos Latsion und Othellos Athienou als Schlusslicht auf einem der drei Abstiegsplätze. Mit der Vizemeisterschaft 2002 hinter SEK Agiou Athanasiou gelang die erneute Rückkehr. Dort etablierte sich die Mannschaft im vorderen Ligabereich und stieg in die First Division auf, wo sie ihre Debütsaison 2006/07 mit 20 Punkten auf einem Abstiegsplatz beendete.
Zwischenzeitlich nur noch drittklassig schaffte AO Agia Napa den Durchmarsch in die First Division, wo die Mannschaft in der Spielzeit 2021/13 erneut chancenlos war und nach je zwei Siegen und Unentschieden gemeinsam mit Schlusslicht AE Paphos direkt wieder abstieg. Nach dem direkten Wiederaufstieg hielt der Klub in der Spielzeit 2014/15 in der Abstiegsrunde die Klasse, stieg aber in der folgenden Spielzeit ohne Saisonsieg direkt ab. In der Folgezeit etablierte sich die Mannschaft auf dem zweiten Spielniveau.